# Tetreuaresta plaumanni
Tetreuaresta plaumanni är en tvåvingeart som beskrevs av Erich Martin Hering 1953. Tetreuaresta plaumanni ingår i släktet Tetreuaresta och familjen borrflugor. Inga underarter finns listade i Catalogue of Life.